# Пригорки (Ярославская область)
Пригорки — деревня Макаровской сельской администрации Судоверфского сельского поселения Рыбинского района Ярославской области.

## География
Деревня расположена на северо-западной окраине города Рыбинска, к юго-западу от дороги, связывающей основную часть города с его микрорайоном, в прошлом посёлком, Переборы. К северо-западу от Пригорков бывшая деревня Авдеево (ныне улица посёлка Переборы) и деревня Куклино, расположенные у платформы Шлюзовая железнодорожной ветки местного промышленного назначения, ведущей от станции Рыбинск на левый берег Волги через плотину и шлюзы Рыбинского водохранилища. Деревня Пригорки стоит на левом берегу, на некотором отдалении от Фоминского ручья. На противоположном берегу ручья — относительно крупная деревня Малинники. На том же берегу ручья, южнее — деревня Шишкино.

## История
В 1965 г. Указом Президиума ВС РСФСР деревня Жупино переименована в Пригорки.

## Население
| 2007 | 2010 |
| ---- | ---- |
| 22   | ↗27  |